# Villa de Arista
Villa de Arista là một đô thị thuộc bang San Luis Potosí, México. Năm 2005, dân số của đô thị này là 14085 người.